# Превключвател
Многопозиционно превключване е процес, свързан с комутация на два или повече превключвателя.
Многопозиционното превключване се използва при включвате или изключвате товар, като например изкуствено осветление от няколко места.
Съществуват различни видове многопозиционно превключване. Едни от най-често използваните видове превключване са трипътните и четирипътните. Трипътните и четирипътните превключватели позволяват да се контролира светлината от множество места, като например отгоре и отдолу на стълбище, или в края на дълъг коридор, или в няколко входа в голяма стая.